# Phalaenopsis hainanensis
Phalaenopsis hainanensis (можливі українські назви Фаленопсис хайнаньський, абоФаленопсис хаінаненсіс) — епіфітна трав'яниста рослина родини орхідні.
Вид не має усталеної української назви, в українськомовних джерелах використовується наукова назва Phalaenopsis hainanensis.
За деякими джерелами Phalaenopsis hainanensis є синонімом Phalaenopsis wilsonii.

## Історія опису
Відкритий і описаний в 1974 р. китайськими біологами Т. Танго і Ф. Т. Вангом. Зустрічається тільки в китайських провінціях Хайнань і Юньнань, за назвою першою з яких і отримав свою назву.

## Охорона
Занесений до Червону книгу МСОП. Зникаючий вид.

## Біологічне опис
Мініатюрний моноподіальний епіфіт.
Листя від 3 до 4 см. (5-7) в довжину.
Суцвіття розгалужене, довжиною до 55 см.
Квіти аромат кові, близько 3-х см в діаметрі, блідо-рожеві, губа темніша. Квіти не в'януть близько місяця.

## Ареал, екологічні особливості
Китай, провінції Хайнань (Hainan) і Юньнань (Yunnan).
Зустрічається в гірських лісах на висотах близько 2000 метрів над рівнем моря.
Середні температури (° C) (Yunnan, гірський регіон  Tengchong, 1600 метрів над рівнем моря. (Ніч\день)). 

- Січень — 0\17
- Лютого — 2\18
- Березень — 5\1923
- Квітень — 9\24
- Травень — 14\25
- Червень — 16\23
- Липня — 17\24
- Серпня — 17\25
- Вересень — 15\25
- Жовтень — 12\21
- Листопада — 5\20
- Грудня — 3\16

Опади (мм) Yunnan, гірський регіон  Tengchong, 1600 метрів над рівнем моря. 

- Січня 1910
- Лютий -?
- Березня — 40
- Квітень — 1930
- Травень — 1970
- Червень — 140
- Липня — 240
- Серпень — 300
- Вересня — 270
- Жовтня — 150
- Листопада — 140
- Грудня — 30

## У культурі
Температурна група: від холодної до помірної. У культурі легкий, період цвітіння весна — початок літа.
Загальна інформація про агротехніки у статті Фаленопсис.